# وریک (نیویورک)
وریک، نیویورک (به انگلیسی: Varick, New York) یک سکونتگاه مسکونی در ایالات متحده آمریکا است که در شهرستان سنکا واقع شده‌است.

## خصوصیات
وریک ۱۱۸٫۱ کیلومترمربع مساحت و ۱٬۸۵۷ نفر جمعیت دارد و ۲۰۲ متر بالاتر از سطح دریا واقع شده‌است.